# Сибирская научная сельскохозяйственная библиотека
Сибирская научная сельскохозяйственная библиотека (СибНСХБ) — крупнейший российский региональный отраслевой центр, обеспечивающий информацией фундаментальные и прикладные научно-технические программы агропромышленного комплекса Сибири и Дальнего Востока России. Основана в 1971 году. Расположена в Краснообске (Новосибирский район).

## История
Библиотека организована в 1971 году. В 1973 году она становится координационно-методическим центром для 120 сельскохозяйственных библиотек, расположенных на территории Сибири и Дальнего Востока.
В 1975 году библиотеке присваивают статус регионального отраслевого депозитария.
В 1988 году СибНСХБ перебазировалась в новое здание, его постройку инициировал первый председатель и организатор ВАСХНИЛ И. И. Синягин при участии П. Л. Гончарова, председателя СО РАСХН (1979—2004).
В 1996 году библиотека получает отраслевую базу данных «АГРОС», создаваемую ЦНСХБ.
В 2000 году Президиум СО РАСХН отдал распоряжение о выдаче библиотеке обязательных экземпляров всех публикаций СО РАСХН. В этом же году библиотека сформировала проблемно-ориентированную базу данных «Переработка и использование сои», которая включает в себя материалы с 1900 по 2001 годы и содержит свыше 1500 библиографических описаний документов. В ней хранятся монографии, статьи, ГОСТы, автореф. дис. патенты и т. д.
В 2001 году библиотека вошла в региональную библиотечную систему и приступила к созданию электронного каталога.

## Фонды
Фонды СибНСХБ насчитывают более 650 тысяч документов (периодических изданий, книг, неопубликованных материалов технической литературы и т. д.), посвящённых лесному, сельскому, рыбному хозяйствам, охоте и охотничьему хозяйству, сельскохозяйственному строительству, охране окружающей среды в условиях сельскохозяйственной деятельности.
В библиотеке имеются сельскохозяйственные журналы с 1890 года («Вестник животноводства», «Вестник общественной ветеринарии» и т. д.), около 2 тысяч документов по сельскохозяйственной тематике конца XVIII — начала XIX века.
Библиотека располагает крупным фондом продолжающихся изданий отраслевых российских НИУ, изданий научных организаций СО РАСХН (научные труды, монографии, научно-методические рекомендации, научно-технические бюллетени и т. д.).

## Сотрудничество
СибНСХБ ведёт книгообмен с библиотеками России, Ближнего зарубежья (Украина, Белоруссия, Казахстан),
Восточной Европы (Болгария, Польша) и входит в такие организации как Совет по координации деятельности научных библиотек Сибири и Дальнего Востока, Российская библиотечная ассоциация, Ассоциация научных сельскохозяйственных библиотек СНГ, Международная ассоциация специальных библиотек, Международная ассоциация специалистов сельскохозяйственной информации.

## Руководители
- А. В. Полонская (1971—1989), заслуженный работник культуры РФ
- Т. Н. Мельникова (с 1989)